# Série de Laurent

Une fonction holomorphe dans une couronne (ici en rouge) de centre c s'y développe en série de Laurent ; les coefficients de la série s'expriment comme des intégrales sur un chemin fermé γ tracé dans la couronne et entourant c.

Cet article traite du développement en série de Laurent en analyse complexe. Pour la définition et les propriétés des séries de Laurent formelles en algèbre, veuillez consulter l'article Série formelle.
En analyse complexe, la série de Laurent (aussi appelée développement de Laurent) d'une fonction holomorphe f est une manière de représenter f au voisinage d'une singularité, ou plus généralement, autour d'un « trou » de son domaine de définition. On représente f comme somme d'une série de puissances (d'exposants positifs ou négatifs) de la variable complexe.
Une fonction holomorphe f est analytique, c'est-à-dire développable en série entière au voisinage de chaque point de son domaine de définition. Autrement dit, au voisinage d'un point a où f est définie, on peut écrire f(z) sous la forme :
On a fait apparaître une série entière en a, qui est la série de Taylor de f en a. Les séries de Laurent peuvent être vues comme une extension pour décrire f autour d'un point où elle n'est pas (a priori) définie. On inclut les puissances d'exposants négatifs ; une série de Laurent se présentera donc sous la forme :
Les séries de Laurent furent nommées ainsi après leur publication par Pierre Alphonse Laurent en 1843. Karl Weierstrass les découvrit le premier mais il ne publia pas sa découverte.
Le plus souvent, les auteurs d'analyse complexe présentent les séries de Laurent pour les fonctions holomorphes définies sur des couronnes, c'est-à-dire des ouverts du plan complexe délimités par deux cercles concentriques. Ces séries sont surtout utilisées pour étudier le comportement d'une fonction holomorphe autour d'une singularité.

## Énoncé
Une couronne centrée en a est un ouvert du plan complexe {\displaystyle \mathbb {C} } délimité par au plus deux cercles de centre a. En général, une couronne est délimitée par deux cercles de rayons respectifs r, R tels que r < R. Plusieurs cas dégénérés peuvent toutefois être envisagés :
- Si R vaut l'infini, la couronne considérée est le complémentaire du disque fermé de centre a et de rayon r ;
- Si r vaut 0, la couronne correspond au disque ouvert de centre a et de rayon R, privé de a. On parle aussi dans ce cas de disque épointé ;
- Si r vaut 0 et R l'infini, alors la couronne est le plan complexe privé du point a.

Pour toute fonction holomorphe f sur une couronne C centrée en a, il existe une unique suite {\displaystyle (a_{n})_{n\in \mathbb {Z} }} telle que :
{\displaystyle f(z)=\sum _{n=-\infty }^{\infty }a_{n}(z-a)^{n}},
où la série de fonctions converge normalement sur tout compact de la couronne C. De plus, les coefficients an sont donnés par :
{\displaystyle a_{n}={\frac {1}{2\pi \mathrm {i} }}\oint _{\gamma }{\frac {f(z)\,\mathrm {d} z}{(z-a)^{n+1}}}},
où {\displaystyle \gamma } est le paramétrage d'un cercle de centre a tracé dans la couronne.

### Sur un exemple
Une fonction rationnelle est holomorphe en dehors de ses pôles. On exprime la série de Laurent d'une fonction rationnelle F en un pôle a, en calculant la série de Taylor de (z – a)nF(z) avec n suffisamment grand. Par exemple, on trouve la série de Laurent sur le disque épointé de centre j (racine cubique de l'unité) et de rayon {\displaystyle {\sqrt {3}}} :
En effet, j et j2 sont les racines du polynôme 1 + Z + Z2. On est donc en mesure d'écrire, avec y = z – j :
Ce genre de techniques se généralise en algèbre pour développer des fractions rationnelles en série de Laurent formelle (ou série méromorphe formelle). Ce type de développement peut en effet être adapté sur tout anneau.

## Preuves
On propose deux preuves différentes de l'existence de la série de Laurent, et de son mode de convergence :
- La première preuve s'appuie sur la théorie de Fourier, qui cherche à décomposer les fonctions périodiques d'une variable réelle en une somme de sinusoïdales ;
- La seconde preuve s'appuie directement sur la formule intégrale de Cauchy, qui permet d'écrire la valeur d'une fonction holomorphe en un point comme une certaine intégrale curviligne sur un contour entourant le point.

Pour simplifier les notations, on suppose, sans perte de généralité, a = 0. On peut s'y ramener par l'action de la translation {\displaystyle z\mapsto z-a}. On suppose donc que f est une fonction holomorphe sur la couronne C délimitée par les deux cercles de centre 0 et de rayons respectifs r, R tels que r < R.

### Par la théorie de Fourier

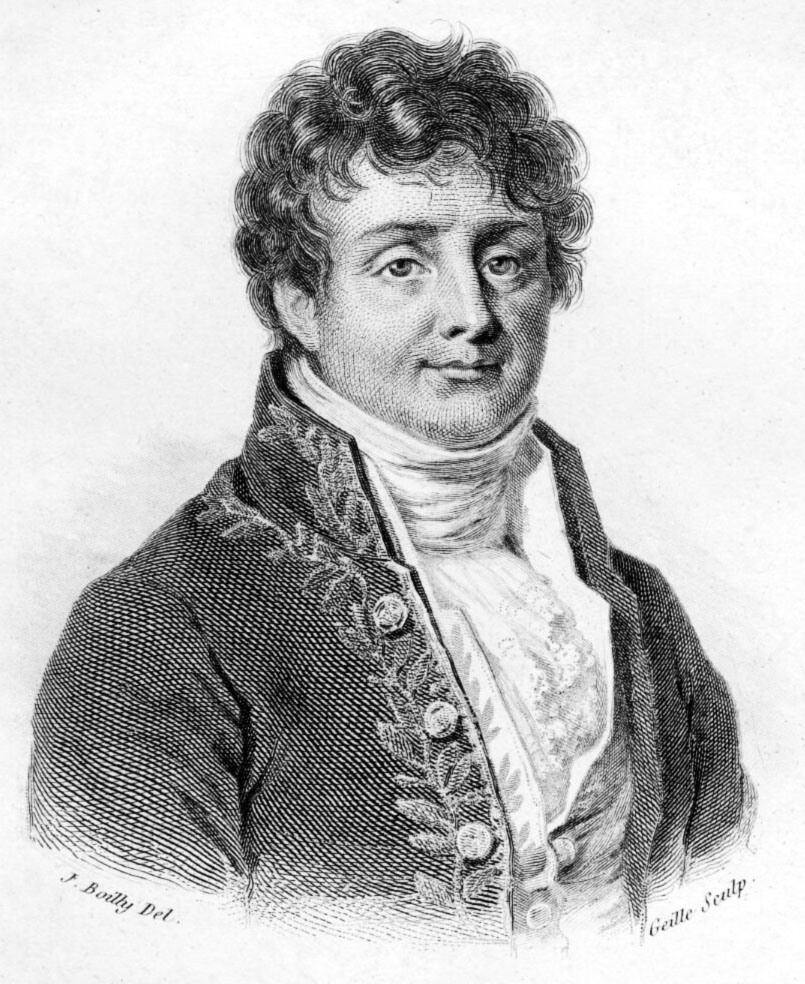
Joseph Fourier, dont la théorie porte le nom.

La restriction de f au cercle de rayon s (compris entre r et R) peut être regardée comme une fonction 2π-périodique d'une variable réelle fs : il suffit d'exprimer f(z) en fonction de l'argument de z. On pose :
Le théorème de convergence de Dirichlet s'applique aux fonctions périodiques continues fs et permet de les décomposer comme somme de sinusoïdales. Plus exactement, on peut faire apparaître des coefficients de Fourier {\displaystyle c_{n}(f,s)} (qui dépendent du choix de s) tels que:
Or, comme la fonction fs est de classe au moins C1, la série de Fourier converge normalement vers fs. Ce résultat général de la théorie de Fourier se démontre en utilisant des estimations sur la vitesse de convergence des coefficients de Fourier. En reprenant l'argument, on pourra obtenir la convergence normale sur tout compact de la série, vue comme série de fonctions en s et t. Fort malheureusement, la série obtenue n'est pas, du moins en apparence, exactement de la forme recherchée : des puissances de z doivent apparaître. Il est donc nécessaire de faire sortir la dépendance des coefficients de Fourier {\displaystyle c_{n}(f,s)} en le module s. Plus précisément, il faut chercher à définir des coefficients complexes {\displaystyle a_{n}} vérifiant :
Or, on dispose d'une expression intégrale pour les coefficients de Fourier : par conséquent, {\displaystyle c_{n}(f,s)} en fonction de s peut être regardée comme une intégrale à paramètres. On peut chercher à établir sa régularité, puis à exprimer sa dérivée. Il est remarquable d'obtenir une équation différentielle relativement facile à intégrer :
De cette équation différentielle découle effectivement (*), qui permet de voir f comme somme d'une série de Laurent qui converge au moins ponctuellement. Et la convergence normale sur tout compact de la couronne sera chose déjà obtenue. Toujours de (*) et de l'expression des coefficients de Fourier, on déduit :
Ainsi se démontre dans les grandes lignes l'existence de la série de Laurent en utilisant les seuls outils de la théorie de Fourier.

### Par la formule intégrale de Cauchy

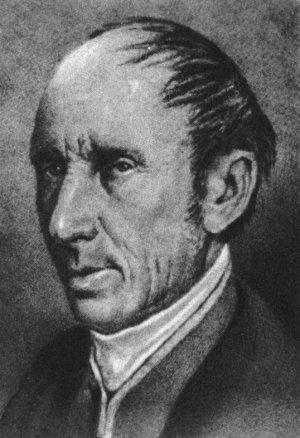
Augustin Louis Cauchy.

La formule intégrale de Cauchy permet de représenter la valeur d'une fonction holomorphe f en z en fonction d'une expression intégrale le long d'une courbe fermée qui « entoure » z. C'est la formule intégrale de Cauchy qui permet d'obtenir le développement en série entière de f au voisinage des points de son domaine de définition. Il est donc naturel de vouloir de nouveau exploiter cette formule ici pour obtenir le développement en série de Laurent.
On considère la courbe γ tracée dans la couronne C, qui consiste à :
- Parcourir une fois le cercle de centre 0 et de rayon S dans le sens trigonométrique ;
- Aller de S à s en suivant le segment [S,s] ;
- Parcourir le cercle de centre 0 et de rayon s dans le sens des aiguilles d'une montre ;
- Retourner de s à S, toujours en suivant le segment [s,S].

Cette courbe γ est contractile dans la couronne U et « renferme » la couronne ouverte C(s,S) délimitée par les cercles de rayons respectifs s, S tels que s < S. Si z est un nombre complexe (non réel positif) de module compris entre s et S, la formule intégrale de Cauchy s'applique donc en z et donne :
Or, le lacet γ a été décrit en concaténant des chemins, de sorte que l'intégrale curviligne se décompose en une somme de quatre intégrales curvilignes. On intègre deux fois le long du segment [s,S], la première fois de S à s, la seconde fois de s à S. Ces deux intégrales s'annulent. Par conséquent :
où Cs et CS désignent les cercles de rayons s et S. Cette formule reste valable pour tout nombre complexe z de module compris entre s et S.
Dans les deux intégrales, on peut exprimer l'intégrande comme une série de fonctions, qui font apparaître des puissances de z, d'exposants positifs pour la première intégrale, strictement négatifs pour la seconde. L'interversion série-intégrale se justifie en évaluant la norme infinie des fonctions sommées. De la sorte, f(z) s'exprime comme la somme d'une série en puissances de z, de la forme :
La convergence de la série est au moins ponctuelle. La même estimation sur les normes infini justifie la convergence normale de cette série sur tout compact contenu dans la couronne ouverte C(s,S). On aura donc écrit f comme somme d'une série de Laurent sur chaque couronne ouverte C(s,S) fortement incluse dans C. Pour obtenir l'indépendance des coefficients en s et S, il faut à nouveau effectuer une interversion série-intégrale. Le calcul fournit aussi l'unicité des coefficients, et l'expression annoncée.